# BabyMonster
BabyMonster (Koreaans: 베이비몬스터; RR: Beibimonseuteo), ook bekend als Baemon (Koreaans: 베몬), is een Zuid-Koreaanse meidengroep gevormd door YG Entertainment via het realityprogramma Last Evaluation (2023). De groep bestaat uit zeven leden: Ruka, Pharita, Asa, Ahyeon, Rami, Rora en Chiquita. Ze debuteerden officieel op 1 april 2024 met hun gelijknamige eerste extended play (ep) BabyMons7er.

## Geschiedenis

### 2018-2022: Vorming en pre-debuutactiviteiten
Na de lancering door YG Entertainment van de meidengroepen 2NE1 (2009) en Blackpink (2016), circuleerde het nieuws over hun volgende meidengroep al in 2018. Ze ontvingen kandidaten uit verschillende landen, van wie sommigen al op tienjarige leeftijd werden toegelaten tot het trainingsprogramma waarbij ze gemiddeld vier tot vijf jaar trainden. Wat het aantal rekruten betreft, stond elk aspirant-lid op de eerste plaats tegen duizenden in hun respectieve audities. In januari 2020 werden "BabyMonster", een van de vele namen die aanvankelijk werden overwogen voor Blackpink, en "Baemon" (een lettergreepafkorting van de eerste) door het label in het Engels en Koreaans als handelsmerk geregistreerd en voorlopig gebruikt door mediakanalen tot de uiteindelijke bekendmaking van hun officiële gebruik.
Het selectieproces werd in beeld gebracht in Last Evaluation (2023), een realityshow die het jaar voorafgaand aan de uitzending werd gefilmd, met zeven potentiële leden. De oprichter van het label, Yang Hyun-suk, riep de hulp in van onder anderen Lee Su-hyun van AKMU, en Kang Seung-yoon en Lee Seung-hoon van Winner, om voor de duur van de show te jureren en de samenstelling van de nieuwe groep te bepalen. Yang onthulde dat het aantal leden dat hij aanvankelijk had gepland vijf was; er werd echter een zevenkoppig ensemble gevormd met drie Zuid-Koreanen (Ahyeon, Rami, Rora), twee Japanners (Ruka, Asa) en twee Thaise leden (Pharita, Chiquita). Ahyeon, Ruka, Chiquita, Rami en Pharita werden geselecteerd door het label, terwijl Rora en Asa uiteindelijk bij de definitieve line-up zouden komen als de "keuze van de fans".
De meesten hadden eerdere ervaring in de entertainmentindustrie voordat ze werden toegelaten tot YG Entertainment. Rami begon op tweejarige leeftijd als kindmodel voorafgaand aan haar auditie in 2018; Ruka debuteerde in de Japanse meidengroep Shibu3-project (2017) voordat ze het langst getrainde lid van de zeven werd; Rora sloot zich voorafgaand aan haar auditie in mei 2018 aan bij de kindermuziekgroep U.SSO Girl onder de artiestennaam U.ha met Hyein van NewJeans; Pharita deed mee aan modellenwedstrijden en deed auditie voor survival-realityprogramma's, totdat ze tijdens haar auditie in juli 2020 werd gekozen uit 1.226 kandidaten en daarmee de zesde werd die werd toegelaten. Asa en Ahyeon deden respectievelijk in 2018 en december 2018 auditie voor het label. Chiquita werd het laatste lid dat zich bij BabyMonster voegde, met drie maanden training sinds haar rekrutering in 2021, de kortste periode van alle leden.

### 2023-heden: Introductie en debuut
YG Entertainment luidde de formele introductie van het septet op 30 december 2022 in met een poster en de subtekst "YG Next Movement". Het luidde een trailer-achtige video in die op nieuwjaarsdag op YouTube werd geplaatst en die in drie dagen tijd 15 miljoen keer bekeken werd, met bijdragen van leden van Winner en Blackpink, broer-en-zusduo AKMU, danser en choreograaf Leejung Lee, en labeloprichter Yang Hyun-suk. De zeven leden werden vanaf 12 januari aan het publiek onthuld door middel van geleidelijke releases van video's van liveoptredens; en via de uiteindelijk pre-debuut, promotionele single getiteld "Dream", exclusief uitgebracht via YouTube op 14 mei 2023, debuterend bovenaan de Billboard Hot Trending Songs-hitlijst. Hun kanaal overtrof al snel een miljoen abonnees in 52 dagen sinds de aanmaak ervan op 28 december 2022 en twee miljoen abonnees in 129 dagen, en werd daarmee de snelste K-pop meidengroep die de mijlpaal bereikte.
BabyMonster bracht als zestal op respectievelijk 27 november 2023 en 1 februari 2024 twee singles uit, getiteld "Batter Up" en "Stuck in the Middle", waarbij de eerste diende als de debuutsingle van het sextet en als pre-debuutrelease van het septet. Labelgenoten Lee Chan-hyuk van AKMU en Choi Hyun-suk van Treasure droegen bij aan het schrijven van het eerste stuk, terwijl lid Asa schreef aan zowel de muziek als de teksten. De muziekvideo werd binnen een dag 22,59 miljoen keer bekeken, werd de meest bekeken debuutmuziekvideo in de eerste 24 uur in de geschiedenis van K-pop, en werd de snelste debuutmuziekvideo die 100 miljoen keer bekeken werd op het platform, achttien dagen na de release. Het vond verder succes op Spotify en behaalde 10 miljoen streams in tien dagen, het snelste voor een beginnende K-pop meidengroep. Ahyeon, die vanwege gezondheidsredenen afwezig was bij de releases, herstelde snel en keerde terug van haar onderbreking en voegde zich bij de andere leden van BabyMonster om hun toekomstige activiteiten als een zevenkoppige groep te promoten. Ter gelegenheid van het officiële debuut van de groep werd op 1 april hun eerste ep "BabyMons7er" uitgebracht, met onder meer heropnames van "Batter Up" en "Stuck in the Middle" met alle zeven leden, en een nummer aangeboden door Charlie Puth. De ep werd begeleid door het titelnummer "Sheesh".

## Leden
- Ruka (루카), (Japan)
- Pharita (파리타), (Thailand)
- Asa (아사), (Japan)
- Ahyeon (아현), (Korea)
- Rami (라미), (Korea)
- Rora (로라), (Korea)
- Chiquita (치키타), (Thailand)

## Discografie

### Extended plays
- BabyMons7er (2024)
- DRIP (2024)

### Singles
- Batter Up (2023)
- Stuck in the Middle (2024)
- Sheesh (2024)
- Forever (2024)

## Filmografie
- Laatste evaluatie (2023, YouTube)[39]
- Baemon TV (2024, YouTube)[40]